# 長崎造船

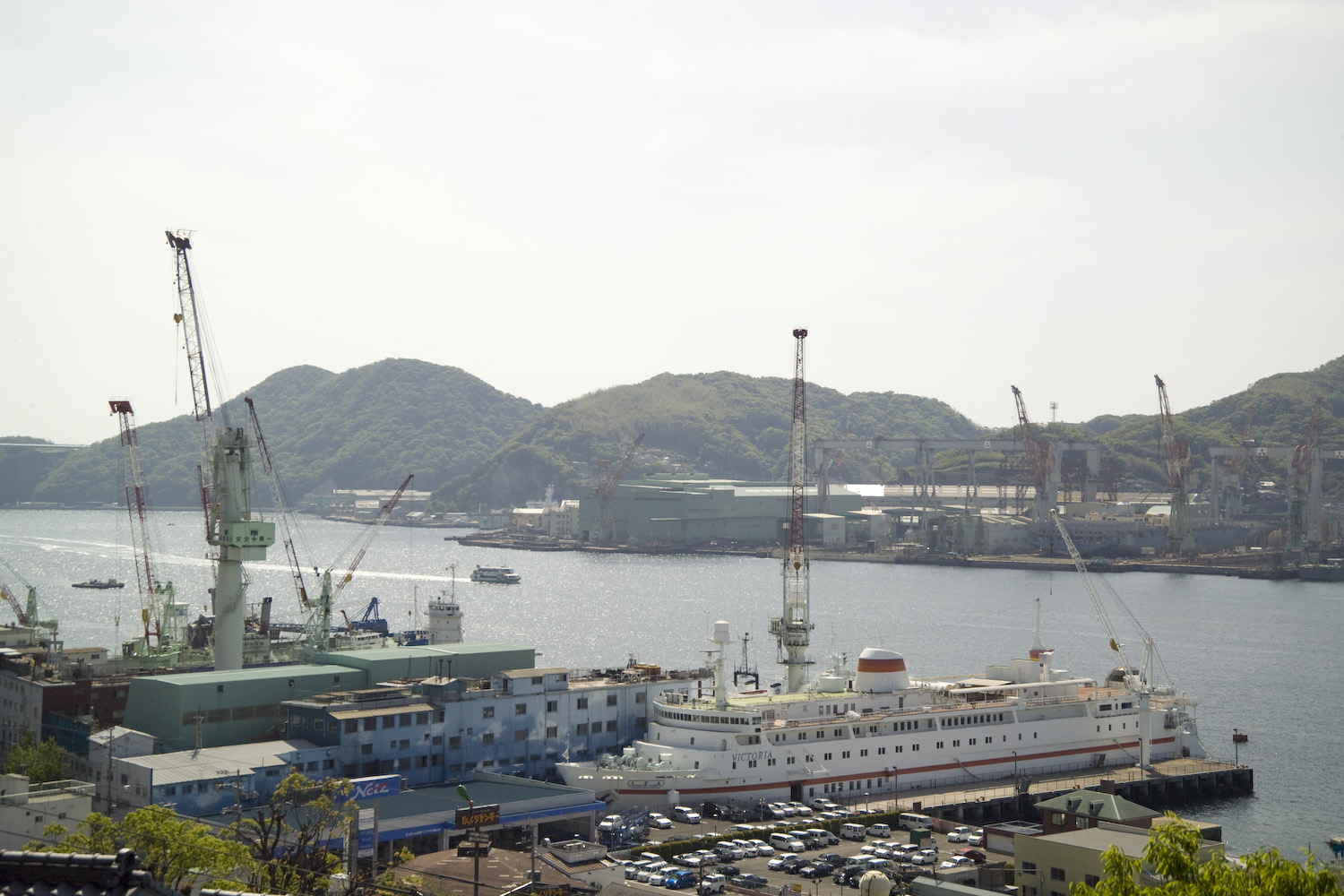
長崎造船（2007年。グラバー園より）

長崎造船株式会社（ながさきぞうせん）は、長崎県長崎市に本社・事業所を置く造船・船舶修繕事業者である。

## 概要
長崎港に本社及び工場を置き、各種漁船・官公庁船・作業船等の建造及び船舶の検査・修繕・改造事業を行っている。船台のうち1基は、日本の造船所では比較的例の少ない移動屋根付全天候型船台である。
ニッスイの関連企業（2006年（平成18年）2月以降は完全子会社）であり、漁船の建造実績が多かった。水産庁が保有または用船する499総トン型漁業取締船の建造実績も多い。小型フェリーの建造実績もある。
国土交通省による舶用内燃機関サービス・ステーション（SS）の証明を取得している。

## 主要設備
- 船台（本社）[2][4]
  - 収容能力1,000GT 1基
  - 収容能力660GT（移動屋根付全天候型船台 55.00 × 18.00m × 18.00m） 1基
  - 収容能力350GT 1基
  - 収容能力300GT 1基
- 船台（国分工作所）[2][4]
  - 収容能力200GT 2基
- クレーン[2][3][4]
  - 40t 1基
  - 20-2.8t 6基
- 浮ドック[2]
  - 長崎市内の提携造船所2社の設備を使用。最大収容能力1,100GT

自社設備の建造能力は最大1,000GT、修繕能力は上架修理で最大660GT、接岸修理で約2,000GTである。

## 沿革
- 1952年（昭和27年）6月 - 日本水産（現・ニッスイ）長崎支社所属船舶の修理専属造船所として設立[4][10]。
- 1977年（昭和52年）2月 - 船殻工場・国分工作所を新設[4][10]。
- 1982年（昭和57年）1月 - 船台のうち1基の建造能力を1,000総トンに拡張[10]。
- 1995年（平成7年）2月 - 株式会社井筒造船所の修繕用浮ドックを収容能力999総トンに拡張し、同社との共有とする[10]。
- 2000年（平成12年）
  - 1月 - 建設業（土木工事業・鋼構造物工事業）許可を取得[10]。
  - 7月 - 建設業（管工事業）許可を取得[10]。
- 2004年（平成16年）4月 - 船台の1基に可動式のドームを設置し、全天候型造船工場とする[4][10]。
- 2006年（平成18年）2月 - 日本水産（現・ニッスイ）の完全子会社となる[10]。